# Turuçu
Turuçu est une ville brésilienne du Sud-Est de l'État du Rio Grande do Sul, faisant partie de la microrégion de Pelotas et située à 208 km au sud-ouest de Porto Alegre, capitale de l'État. Elle se situe à une latitude de 31° 25′ 08″ sud et à une longitude de 52° 10′ 36″ ouest, à 7 m d'altitude. Sa population était estimée à 3 829 en 2007, pour une superficie de 255 km2. L'accès s'y fait par la BR-116.
Turuçu est un mot tupi-guarani signifiant « grandes eaux », du fait de la présence de l'Arroio Turuçu, cours d'eau séparant les municipalités de Turuçu et São Lourenço do Sul.

## Villes voisines
- São Lourenço do Sul
- Pelotas